# Desertion and Non-Support
Desertion and Non-Support è un cortometraggio muto del 1917 diretto da E.H. Calvert e prodotto dalla Essanay di Chicago.
È il nono cortometraggio di una serie dal titolo Is Marriage Sacred?.

## Produzione
Il film fu prodotto dalla Essanay Film Manufacturing Company.

## Distribuzione
Distribuito dalla General Film Company, il film - un cortometraggio di due bobine - uscì nelle sale cinematografiche USA il 10 febbraio 1917.